# 손정규
손정규(孫貞圭, 일본식 이름: 伊原圭이하라 게이 또는 伊原貞圭이하라 다쿠케이, 1896년 ~ 1950년?)는 한국의 교육자이다. 본관은 밀양이다.

## 생애
창덕궁에서 관리로 근무하던 손용우의 딸로 태어났다. 경성여자고등보통학교 제1회 졸업생으로, 일본으로 유학하여 도쿄여자고등사범학교에서 수학했다. 귀국한 뒤에는 모교의 교사로 오랫동안 근무했다.
1939년 교사직에서 물러난 후에는 그때까지 여러 궁에 흩어져 살고 있던 황족과 상궁 등을 통해 궁중 요리 등을 전수 받았다. 손정규는 유년기에 아버지를 따라 궁에 드나들면서부터 궁중의 풍습과 의전 등에 관심을 갖게 되었다고 한다.
미군정 하에서 서울대학교 사범대학 가정과의 전신인 경성여자사범학교의 초대 학장을 거쳐 서울대학교 초대 여학생처장을 맡았으며, 가사(家事) 과목의 중등 교과서도 저술했다.
한국 전쟁 발발 후 1950년 8월 중순 경에 조선인민군에게 체포되어 간 후 총살당한 것으로 알려져 있다. 독신으로 지내 후손은 없다.
저서로 일본어로 발행된 《조선요리》(1940)와 전통 궁중 요리 분야의 고전인 《궁중요리(宮中料理)》(1950)가 있다.
손정규는 중일 전쟁과 태평양 전쟁 기간 중 전쟁 지원을 위해 조직된 친일 단체인 방송선전협의회와 애국금차회, 국민총력조선연맹, 조선임전보국단 부인대 등에 참가하여 활동하였다. 학병 지원을 격려하고 《매일신보》에 일제의 논리를 선전하는 글을 싣기도 했다.
2008년 민족문제연구소에서 친일인명사전에 수록하기 위해 정리한 친일인명사전 수록예정자 명단에 선정되었으며 2009년 친일반민족행위진상규명위원회가 발표한 친일반민족행위 705인 명단에 포함되었다.

## 같이 보기
- 조선임전보국단

## 참고자료
- 손정규(孫貞圭) - 한국학중앙연구원
- 양미강, 〈일제말기 기독교여성들의 친일논리와 행태 - 1937년~1945년을 중심으로〉, 제3시대그리스도교연구소 월례포럼, 2003년